# Cinerama
Cinerama é registro de um processo cinematográfico de widescreen que trabalha com imagens projetadas simultaneamente por três projetores de 35 mm sincronizados para uma tela de proporções gigantescas e extremamente curva, com um arco de 146°. É também o nome da corporação que patenteou o processo. Foi o primeiro de uma série de processos introduzidos nos anos 1950, época da reação do Cinema ao avanço da Televisão. Sua denominação combina as palavras cinema e panorama, já que o objetivo do processo era dar ao amante do cinema uma "visão panorâmica" do que se passava na tela, fazendo com que o espectador se sentisse participante do processo.

## Conceitos técnicos e evolução

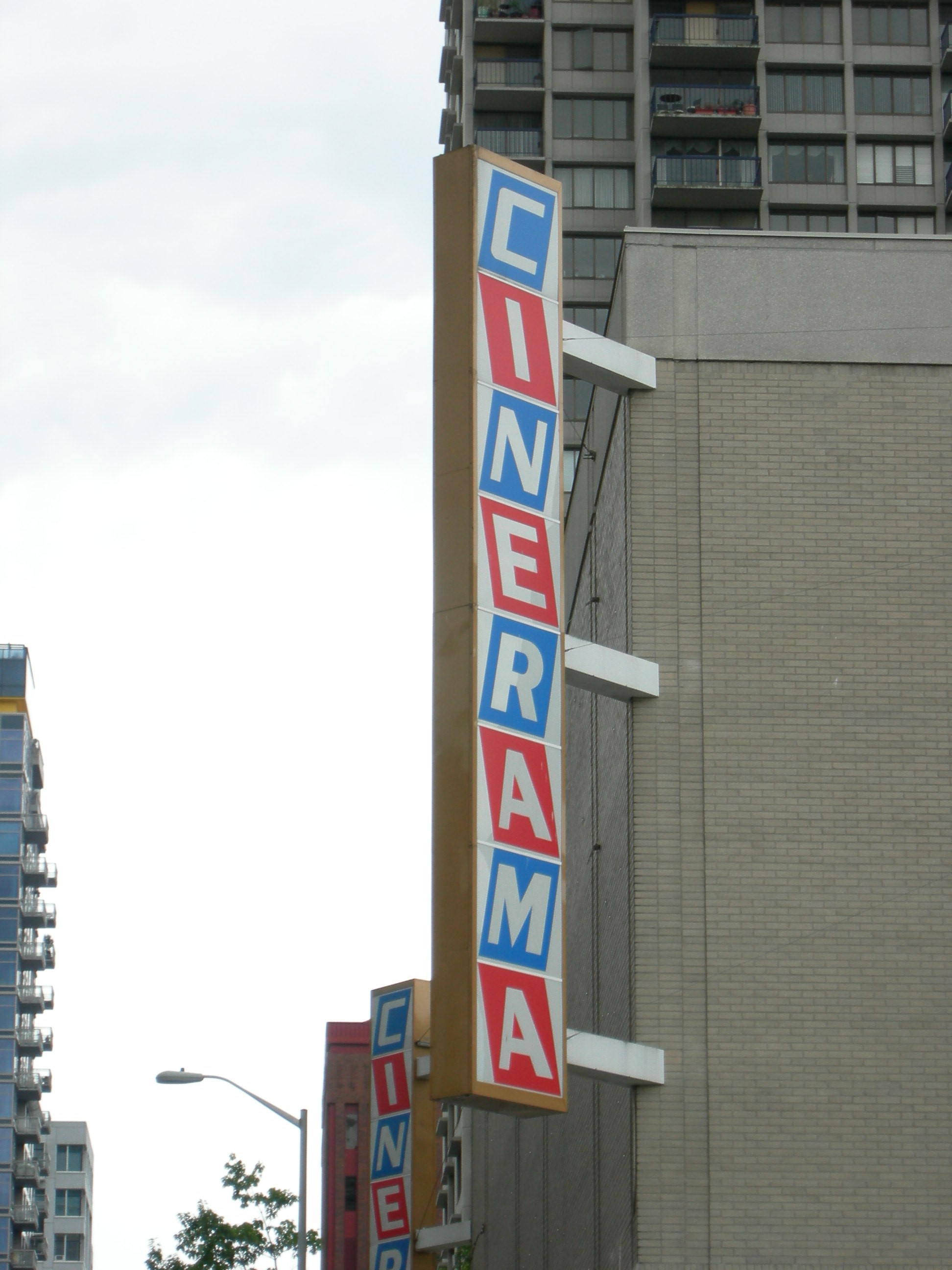
Fachada do Cinerama de Seattle (EUA)

O sistema original envolvia três câmeras sincronizadas dividindo um único disparador. O processo foi posteriormente abandonado em favor de um sistema de disparo de 65 mm através de uma única câmera.
O Cinerama foi inventado por Fred Waller e comercialmente desenvolvido por Waller e Merian C. Cooper. Foi o resultado de longos anos de pesquisa. Um precursor do processo foi a filmagem da sequência final do filme mudo Napoléon feito em 1927 por Abel Gance, onde a tela é triplicada. De qualquer forma, o clássico de Gance era considerado perdido nos anos 50 e Waller não poderia tê-lo visto. Waller inicialmente desenvolveu um sistema de projeção chamado "Vitarama" para a indústria petrolífera e apresentada na Feira Mundial de Nova Iorque em 1939, com 11 projetores. Uma versão com cinco câmeras foi usada durante a Segunda Guerra Mundial.
Nos cinemas, os filmes em Cinerama era projetados de três cabines de projeção, postas na mesma disposição que as câmeras, em uma tela extremamente curva. Cada uma delas projetava um terço da imagem total que compunha a cena. O processo, no entanto, nunca conseguiu eliminar de todo as "emendas" que ficavam aparentes no ponto onde as imagens se alinhavam. Ainda hoje, em alguns lançamentos em DVD de filmes executados neste processo, pode-se perceber essa falha.
Em adição ao impacto visual das imagens, o Cinerama foi também um dos primeiros processos a usar multiplos canais de som. O sistema, desenvolvido por Hazard Reeves, um dos investidores do Cinerama, tinha sua trilha sonora gravada em 6 (e depois 7) canais e depois reproduzida através de cinco autofalantes colocados atrás da tela. Um "canal surround" (depois dois) jogava o som por trás através de auto-falantes instalados na platéia.

## Evolução Artística e Técnica
Os primeiros filmes lançados comercialmente na técnica Cinerama, estavam mais para "panorama" que para "cinema". Normalmente eram documentários de longa duração, alternando imagens de diferentes pontos turísticos do Mundo (principalmente dos EUA) e algumas sequências com experiências feitas com o processo. O primeiro destes filmes This Is Cinerama (1952), que no Brasil chamou-se "Isto é Cinerama", abria com uma sequência gravada como se a câmera estivesse sentada no carrinho de uma montanha-russa e o espectador fosse essa câmera. A ideia era presentear a platéia com uma experiência similar à real.
O primeiro filme em Cinerama, o supracitado This is Cinerama, estreou em 30 de Setembro de 1952, no Teatro Broadway de Nova York. O New York Times colocou o lançamento em sua primeira página. Diversas personalidades estiveram presentes ao evento, incluindo o governador de Nova York Thomas E. Dewey, o violinista Fritz Kreisler e o manda-chuva de Hollywood Louis B. Mayer.
Os custos crescentes da feitura de filmes widescreen com a técnica das três câmeras fez com que Cinerama parasse de fazer filmes na sua forma original depois da primeira release do filme How the West Was Won (br: A Conquista do Oeste). O uso do "Ultra Panavision 70" para certas cenas (como a sequência das corredeiras, no início do filme), depois passadas para a técnica das três câmeras, mostrou que uma imagem widescreen razoavelmente satisfatória podia ser obtida sem o uso das três câmeras. Consequentemente Cinerama descontinuou o processo.
No entanto, o impacto destes filmes na tela grande não pode ser acessada através de TV ou vídeo. Por terem sido desenhados para serem projetados em telas curvas, a geometria parece distorcida na televisão.
Cinerama continuou através do restante da década de 1960 com processo "Ultra Panavision 70". Os filmes rodados neste processo, com uma única lente, foram It's a Mad, Mad, Mad, Mad World (1963) , Battle of the Bulge (1965), The Greatest Story Ever Told (1965) , The Hallelujah Trail (1965) e Khartoum (1966).
Seguindo o uso do "Ultra Panavision 70", o menor mas ainda espetacular "Super Panavision 70" foi usado para os filmes Grand Prix (1966), 2001: A Space Odyssey (1968) e Ice Station Zebra (1968), e Krakatoa, East of Java (1969), que também possuía cenas rodadas pelo processo Todd-AO.
Mais dois filmes foram rodados pelo processo "Super Technirama 70", de menor resolução para releases em Cinerama: Circus World (1964) e Custer of the West (1967). Na época, o que era alardeado como "Cinerama" já era um pálido reflexo do processo original de três filmes.
No final dos anos 1960 e início dos anos 1970, o nome "Cinerama" foi usado como nome de companhia distribuidora de filmes.

## Lista das principais atrações em Cinerama
A lista a seguir engloba filmes apresentados como sendo realizados "em Cinerama".
- This Is Cinerama (1952) - primeiro filme lançado na técnica - 3-Strip Cinerama; relançado em 1972 em 70 mm Cinerama
- Seven Wonders of the World (1956) - 3-Strip Cinerama
- The Wonderful World of the Brothers Grimm (1962) - 3-Strip Cinerama
- How The West Was Won (1962) - 3-strip Cinerama,embora algumas seqüências tenham sido filmadas em Ultra Panavision 70
- The Best of Cinerama (1963) - 3-Strip Cinerama
- It's a Mad, Mad, Mad, Mad World (1963) - filmado em Ultra Panavision 70, apresentado em 70 mm Cinerama
- Circus World (filme) (1964) - filmado em Super Technirama 70, apresentado em 70 mm Cinerama
- The Black Tulip (1965) - filmado em MCS-70; apresentado em 70 mm Cinerama apenas na Europa
- The Greatest Story Ever Told (1965) - filmado em Ultra Panavision 70; apresentado in 70 mm Cinerama
- The Hallelujah Trail (1965) - filmado em Ultra Panavision 70; apresentado em 70 mm Cinerama
- Battle of the Bulge (1965) - filmado em Ultra Panavision 70; apresentado em 70 mm Cinerama
- Khartoum (1966) - filmado em Ultra Panavision 70; apresentado em 70 mm Cinerama
- Grand Prix (1966) - filmado em Super Panavision 70; apresentado em 70 mm Cinerama
- 2001: A Space Odyssey (1968) - filmado em Super Panavision 70; apresentado em 70 mm Cinerama
- Ice Station Zebra (1968) - filmado em Super Panavision 70; apresentado em 70 mm Cinerama
- Krakatoa, East of Java (1969) - filmado em Super Panavision 70 e Todd-AO; apresentado em 70 mm Cinerama